# Josceline Percy, XI conte di Northumberland
Josceline Percy (4 luglio 1644 – Torino, 31 maggio 1670) fu l'undicesimo conte di Northumberland.

## Biografia

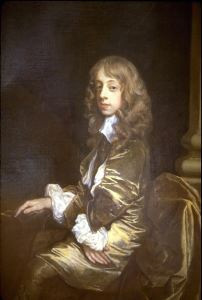
Ritratto del giovane Josceline Perry

Era figlio di Algernon Percy, X conte di Northumberland e della seconda moglie Elizabeth Howard, figlia di Theophilus Howard, II conte di Suffolk.
Servì come Paggio d'Onore all'incoronazione di Carlo II d'Inghilterra il 23 aprile 1661 e intraprese quindi la carriera legale, iscrivendosi come membro del Inner Temple il 4 novembre dello stesso anno.
Il 23 dicembre 1662 sposò Lady Elizabeth Wriothesley, figlia di Thomas Wriothesley, IV conte di Southampton. La coppia ebbe due figli:
- Henry Percy, Lord Percy (1668–1669)
- Lady Elizabeth Percy, baronessa Percy (1667–1722)

Nel 1668 Percy ereditò il titolo del padre e le proprietà. L'unico figlio maschio, Henry, morì in tenera età cosicché alla morte di Josceline la contea si estinse e le proprietà passarono all'unica legittima erede rimasta, Elizabeth. Questa sposò Charles Seymour, VI duca di Somerset (1662–1748) e i due furono tra le coppie più ricche dell'Inghilterra del loro tempo. Il titolo di conte di Northumberland venne ricreato nel 1748 per il figlio di sua figlia, Algernon Seymour, VII duca di Somerset (1684–1750).

## Ascendenza
|                                             |                                   |                                   | Genitori                        |  |  | Nonni |  |  | Bisnonni                                  |  |  | Trisnonni    |  |
|                                             |                                   |                                   |                                 |  |  |       |  |  | Henry Percy, VIII conte di Northumberland |  |  | Thomas Percy |  |
|                                             |                                   |                                   |                                 |  |  |       |  |  | Henry Percy, VIII conte di Northumberland |  |  | Thomas Percy |  |
|                                             |                                   | Eleanor Harbottle                 |                                 |  |  |       |  |  | Henry Percy, VIII conte di Northumberland |  |  |              |  |
| Henry Percy, IX conte di Northumberland     |                                   |                                   |                                 |  |  |       |  |  | Henry Percy, VIII conte di Northumberland |  |  |              |  |
|                                             |                                   | Catherine Neville                 | John Neville, IV barone Latimer |  |  |       |  |  |                                           |  |  |              |  |
|                                             |                                   | Catherine Neville                 | John Neville, IV barone Latimer |  |  |       |  |  |                                           |  |  |              |  |
|                                             |                                   | Catherine Neville                 | Lucy Somerset                   |  |  |       |  |  |                                           |  |  |              |  |
| Algernon Percy, X conte di Northumberland   |                                   | Catherine Neville                 |                                 |  |  |       |  |  |                                           |  |  |              |  |
|                                             |                                   | Walter Devereux, I conte di Essex | Richard Devereux                |  |  |       |  |  |                                           |  |  |              |  |
|                                             |                                   | Walter Devereux, I conte di Essex | Richard Devereux                |  |  |       |  |  |                                           |  |  |              |  |
|                                             |                                   | Walter Devereux, I conte di Essex | Dorothea Hastings               |  |  |       |  |  |                                           |  |  |              |  |
| Dorothy Devereux                            |                                   | Walter Devereux, I conte di Essex |                                 |  |  |       |  |  |                                           |  |  |              |  |
|                                             |                                   | Lettice Knollys                   | Francis Knollys                 |  |  |       |  |  |                                           |  |  |              |  |
|                                             |                                   | Lettice Knollys                   | Francis Knollys                 |  |  |       |  |  |                                           |  |  |              |  |
|                                             |                                   | Lettice Knollys                   | Catherine Carey                 |  |  |       |  |  |                                           |  |  |              |  |
| Josceline Percy, XI conte di Northumberland |                                   | Lettice Knollys                   |                                 |  |  |       |  |  |                                           |  |  |              |  |
|                                             | Thomas Howard, I conte di Suffolk | Thomas Howard, IV duca di Norfolk |                                 |  |  |       |  |  |                                           |  |  |              |  |
|                                             | Thomas Howard, I conte di Suffolk | Thomas Howard, IV duca di Norfolk |                                 |  |  |       |  |  |                                           |  |  |              |  |
|                                             | Thomas Howard, I conte di Suffolk | Margaret Audley                   |                                 |  |  |       |  |  |                                           |  |  |              |  |
| Theophilus Howard, II conte di Suffolk      | Thomas Howard, I conte di Suffolk |                                   |                                 |  |  |       |  |  |                                           |  |  |              |  |
|                                             |                                   | Katherine Knyvett                 | Henry Knyvett                   |  |  |       |  |  |                                           |  |  |              |  |
|                                             |                                   | Katherine Knyvett                 | Henry Knyvett                   |  |  |       |  |  |                                           |  |  |              |  |
|                                             |                                   | Katherine Knyvett                 | Elizabeth Stumpe                |  |  |       |  |  |                                           |  |  |              |  |
| Elizabeth Howard                            |                                   | Katherine Knyvett                 |                                 |  |  |       |  |  |                                           |  |  |              |  |
|                                             |                                   | George Home, I conte di Dunbar    | Alexander Home                  |  |  |       |  |  |                                           |  |  |              |  |
|                                             |                                   | George Home, I conte di Dunbar    | Alexander Home                  |  |  |       |  |  |                                           |  |  |              |  |
|                                             |                                   | George Home, I conte di Dunbar    | Janet Home                      |  |  |       |  |  |                                           |  |  |              |  |
| Elizabeth Home                              |                                   | George Home, I conte di Dunbar    |                                 |  |  |       |  |  |                                           |  |  |              |  |
|                                             |                                   | Elizabeth Gordon                  | Alexander Gordon                |  |  |       |  |  |                                           |  |  |              |  |
|                                             |                                   | Elizabeth Gordon                  | Alexander Gordon                |  |  |       |  |  |                                           |  |  |              |  |
|                                             |                                   | Elizabeth Gordon                  | Agnes Bethune                   |  |  |       |  |  |                                           |  |  |              |  |
|                                             |                                   | Elizabeth Gordon                  |                                 |  |  |       |  |  |                                           |  |  |              |  |